# Бан (Француска)
Бан (фр. Banne) је насељено место у Француској у региону Рона-Алпи, у департману Ардеш.
По подацима из 2011. године у општини је живело 702 становника, а густина насељености је износила 21,48 становника/km².

## Демографија
| 1962. | 1968. | 1975. | 1982. | 1990. | 2011. |
| ----- | ----- | ----- | ----- | ----- | ----- |
| 506   | 446   | 459   | 505   | 535   | 702   |